# Joseph Wilson Swan

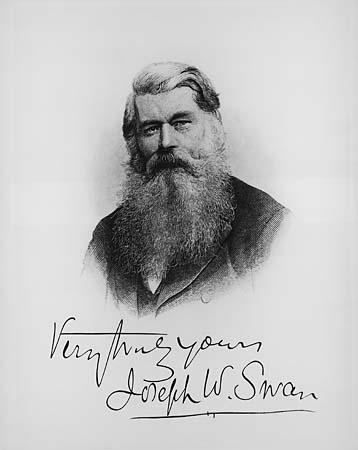
Joseph Wilson Swan

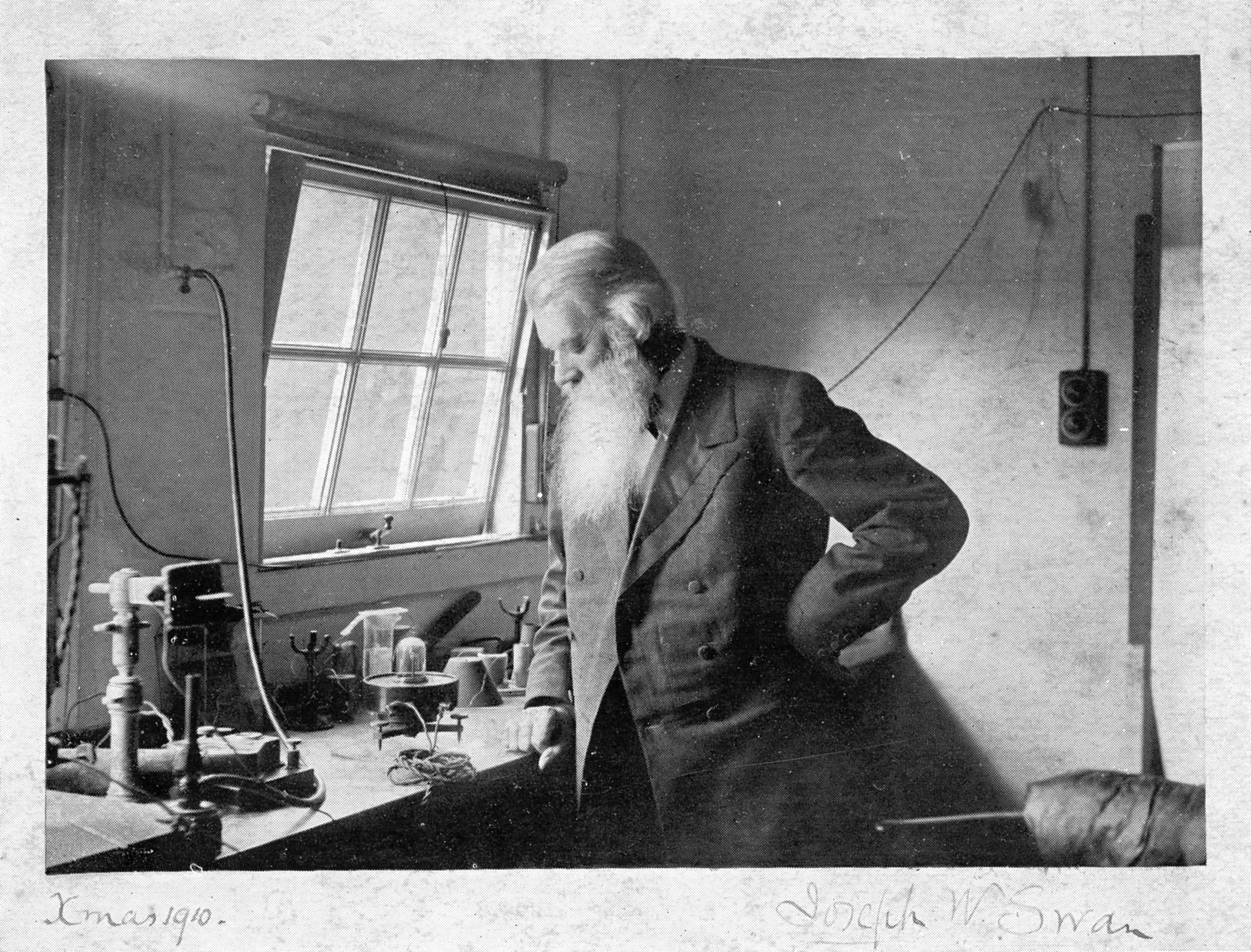
Joseph Wilson Swan

Sir Joseph Wilson Swan (* 31. Oktober 1828 in Sunderland, Durham, England; † 27. Mai 1914 in Warlingham, Surrey, England) war ein britischer Physiker, Chemiker und Erfinder, der (meist zusammen mit Edison genannt, der einige der ersten Patente auf kommerziell nutzbare Glühlampen besaß) als „Erfinder der Glühlampe“ (mit praktischem Nutzen) gilt. Im Jahr 1904 wurde Swan von König Edward VII. zum Ritter geschlagen.

## Leben
Er absolvierte zunächst eine Drogistenlehre und ging 1846 nach Newcastle. Er fand eine Anstellung im Chemikalienhandel von John Mawson, dessen Schwager er wurde (Mawson heiratete seine Schwester Elizabeth Swan (22. November 1822 – 2. August 1905)).
Als junger Mann sah Swan eine Vorführung der neuartigen Glühlampe des Walisers William Grove, die aber zu teuer war und nicht lange hielt. 1860 entwickelte Swan eine eigene Glühlampe, bei der er als Glühfaden verkohltes Papier in einem luftleeren Glaskolben benutzte; erst 1878 gelang ihm dank der revolutionären Sprengelpumpe des in England lebenden Deutschen Hermann Sprengel, die ein viel besseres Vakuum erzeugen konnte, die Herstellung einer praktisch brauchbaren elektrischen Glühlampe, Anfang 1879 führte Swan sie in Newcastle upon Tyne vor. Dabei stattete er seine Glühlampen mit einer speziellen Fassung, der Swanfassung aus, die sich im Gegensatz zu den Schraubgewinden der Edison-Glühlampen bei Erschütterung, zum Beispiel in Fahrzeugen, nicht lösten. Nach anfänglichen Patentrechtsstreitigkeiten konnte er sich mit dem Amerikaner Thomas Alva Edison, der kurz nach ihm im Herbst 1879 in den USA eine ähnliche Lampe erfunden und sie sogar in England 1879 vor Swan hatte patentieren lassen, einigen und gründeten schließlich 1883 in London eine gemeinsam betriebene Firma, die „Edison and Swan United Electric Light Co Ltd“.
Die Mosley Street in Newcastle war die erste elektrisch beleuchtete Straße Englands, das dafür benötigte Lampen-Werk stand in Benwell.
Bei der Suche nach einem besseren Kohlefaden fand er ein Verfahren zur Herstellung von Kunstfasern, dabei wird Nitrozellulose durch eine Spinndüse gepresst und zu langen Fäden gezogen. Swan beschäftigte sich auch mit der gerade entdeckten Fotografie und erfand 1871 unter Verwendung von Bromidpapier eine Trockenmethode, die er 1879 patentieren ließ, sein Bromidpapier konnte auf Grund der chemischen Beschaffenheit auch im fotografischen Druck eingesetzt werden.
Ihm zu Ehren wird die Swan Medal vergeben. Ferner trägt der Swan Rock, ein Klippenfelsen in der Antarktis, seinen Namen.